# Phạm Sỹ Thu
Phạm Sỹ Thu (ur. 1 października 1992) – wietnamski zapaśnik w stylu klasycznym.
Brązowy medalista igrzysk Azji Południowo-Wschodniej w 2013 roku.